# Cassine albens
Cassine albens là một loài thực vật có hoa trong họ Dây gối. Loài này được (Retz.) Kosterm. mô tả khoa học đầu tiên năm 1986.